# Eriopus perlimbatus
Eriopus perlimbatus là một loài Rêu trong họ Hookeriaceae. Loài này được Dixon mô tả khoa học đầu tiên năm 1934.